# دریاچه دیل
دریاچه دیل (ترکی استانبولی: Dil Gölü) یک دریاچه در استان آیدین کشور ترکیه است.